# Husova 109

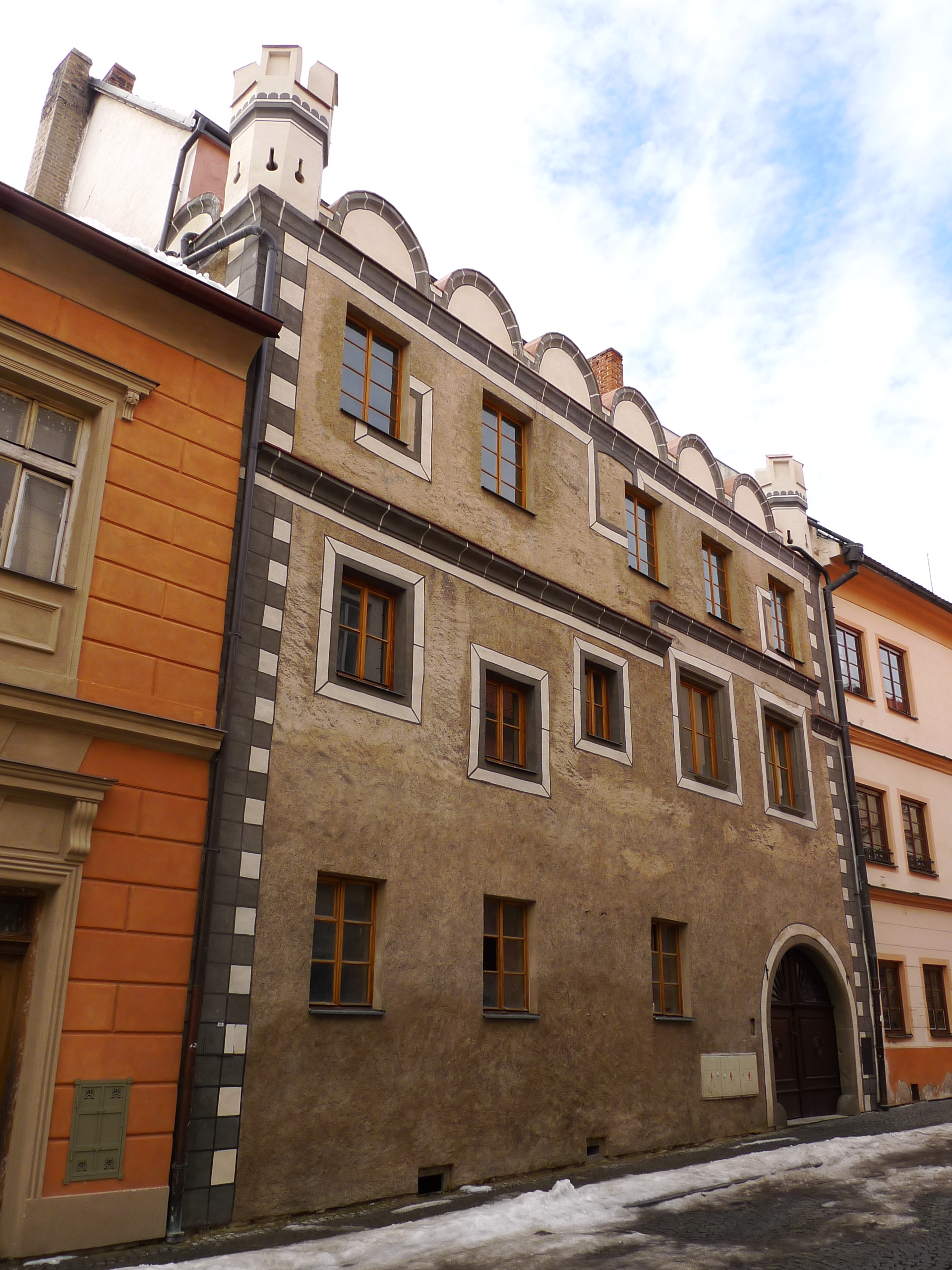
Das Haus Husova 109 (2013)

Das Haus Husova 109 in Prachatice (deutsch Prachatitz), einer Stadt in der Region Jihočeský kraj (Südböhmen) in Tschechien, ist ein in seiner Gesamtheit denkmalgeschütztes Bürgerhaus (tschechisch měšťanský dům). Das Gebäude ist spätgotischen Ursprungs und wurde wiederholt umgebaut.

## Lage
Das großformatige Wohnhaus steht an der Südseite der Husova-Straße, die nach Jan Hus benannt ist. Er soll während seiner Schulzeit dort im Hus-Haus gewohnt haben. Die benachbarten Gebäude 108 und 110 sind ebenfalls Kulturdenkmale und Teil der Denkmalzone; es handelt sich dabei um sogenannte Konskriptionsnummern (číslo popisné). Im 18. Jahrhundert wurde die Straße als „die untere“ und im folgenden Jahrhundert als „die breite Gasse“ bezeichnet.

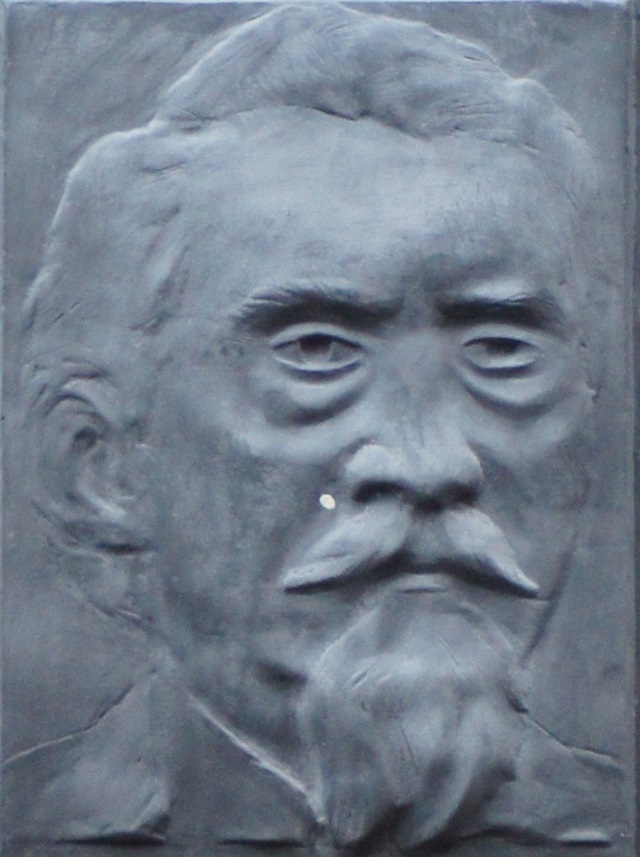
Gustav Adolf Lindner, Gedenktafel (Ausschnitt)

## Geschichte
Die ältesten Teile des Gebäudes sind die spätgotischen Gewölbekeller, die den Stadtbrand von 1503 überstanden haben. Das Haus selbst und der hintere Flügel wurden im Stil der Renaissance wiederaufgebaut. Nach dem Stadtbrand vom 13. April 1832 wurde das Bauwerk aufgestockt und erfuhr eine umfassende Umgestaltung mit einer klassizistischen Fassade. In den 1990er Jahren wurde diese restauriert und um eine Brüstung mit zwei Türmchen erweitert.
Von 1865 bis 1897 diente das Haus, nach einer Stiftung der Witwe Barbara Wimbersky, als deutschsprachiges Realgymnasium der Stadt. In den Jahren 1871 und 1872 war Gustav Adolf Lindner dort als Direktor tätig. Eine Gedenktafel erinnert an ihn.

## Beschreibung

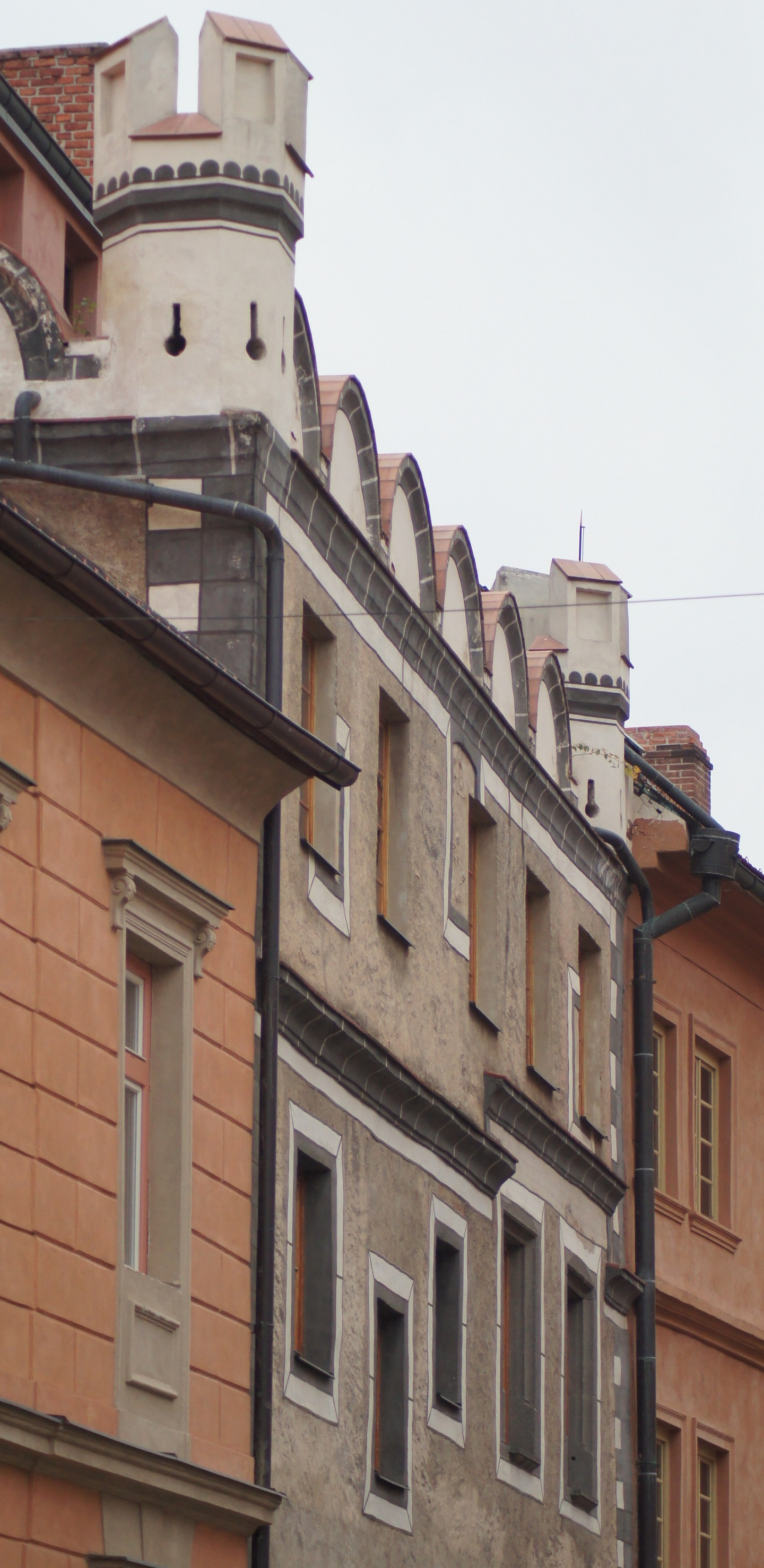
Fassade (Ausschnitt)

Das repräsentative Bürgerhaus ist ein dreistöckiger Putzbau mit fünf Fensterachsen auf einem großen Grundstück. Die Fenster haben ungleiche Höhen und sind unsymmetrisch angelegt sowie im obersten Geschoss erst zu späterer Zeit eingefügt. Die Toreinfahrt ist mit einem Rundbogen und Radabweisern in Sandstein ausgeführt. Die beiden Fenster über der Einfahrt haben alte Umrahmungen. Das einzige Sockelgesims des dritten Stocks ist über diesen in der Höhe versetzt. Die weitere Gliederung der Fassade, die Eckquader in Zahnschnittfolge und einige Fensterrahmen sind schwarz und weiß im ortsüblichen Sgraffito angelegt.
Die Brüstung besteht aus zwei flankierenden Türmchen und sechs halbkreisförmigen Bögen. Sie wurde in den 1990er Jahren nach einer Restaurierung der Fassade im Stil der Renaissance ergänzt. Eine darunterliegende Nische für eine Heiligenfigur ist zugemauert. Die beiden unteren Stockwerke sind eingewölbt. Im Erdgeschoss sind Fragmente von Decken- und Wandgemälden erhalten. Rückwärtig hat das Gebäude einen Hinterhof, von dem ein Teil mit einem weiteren Flügel des Hauses bebaut ist.
Das Haus ist ein wichtiges architektonisches und städtebauliches Element in der historischen Entwicklung der Stadt Prachatice. Von großem Wert ist auch die rekonstruierte Straßenfassade mit ihren Renaissance-Fragmenten. Die Bebauung des gesamten Grundstücks wurde am 3. Mai 1958 als Kulturdenkmal unter Schutz gestellt und am 1. Oktober 1981 in den Bereich des städtischen Denkmalreservats der Innenstadt von Prachatice aufgenommen.